# Alessandro Giuliani
Alessandro Giuliani (Vicenza, 2 agosto 1968) è un allenatore di pallacanestro e dirigente sportivo italiano, attuale General manager dello Scafati Basket.

## Carriera
Nella stagione 2004-05 venne nominato allenatore dell'Eurofiditalia Reggio Calabria, sua prima esperienza nel campionato di massima serie. Nel marzo 2005 venne, però, esonerato dall'incarico lasciando il posto ad Tonino Zorzi. Concluse la sua esperienza a Reggio Calabria con 7 vittorie su 27 gare disputate. Nonostante le 5 vittorie su 7 gare disputate dal suo successore la società retrocesse in Legadue, anche se venne ripescata a causa del fallimento della Scavolini Pesaro. La stagione successiva venne nominato allenatore della Scandone Avellino. Nel novembre 2005 diede le dimissioni dall'incarico cedendo la panchina ad Andrea Capobianco. Il bilancio della stagione fu di 7 sconfitte su 7 gare disputate. Nella stagione 2008-09 viene nominato vice-allenatore della Nuova Sebastiani Basket Rieti.
Dopo due stagioni all'Angelico Biella, nel giugno 2011 approda a Brindisi, firmando un contratto biennale.
Nel 2012 passa a Verona come direttore sportivo, per poi tornare dopo un anno a Brindisi, in qualità di direttore generale.

## Statistiche
Statistiche carriera in massima serie.

V= partite vinte G= partite giocate %V= percentuale vittorie
| Stagione | Società                         | V/G (%V)    |
| -------- | ------------------------------- | ----------- |
| 2004-05  | Eurofiditalia Reggio Calabria   | 7/27 (25,9) |
| 2005-06  | Felice Scandone Basket Avellino | 0/7 (0,0)   |